# Ellicott City

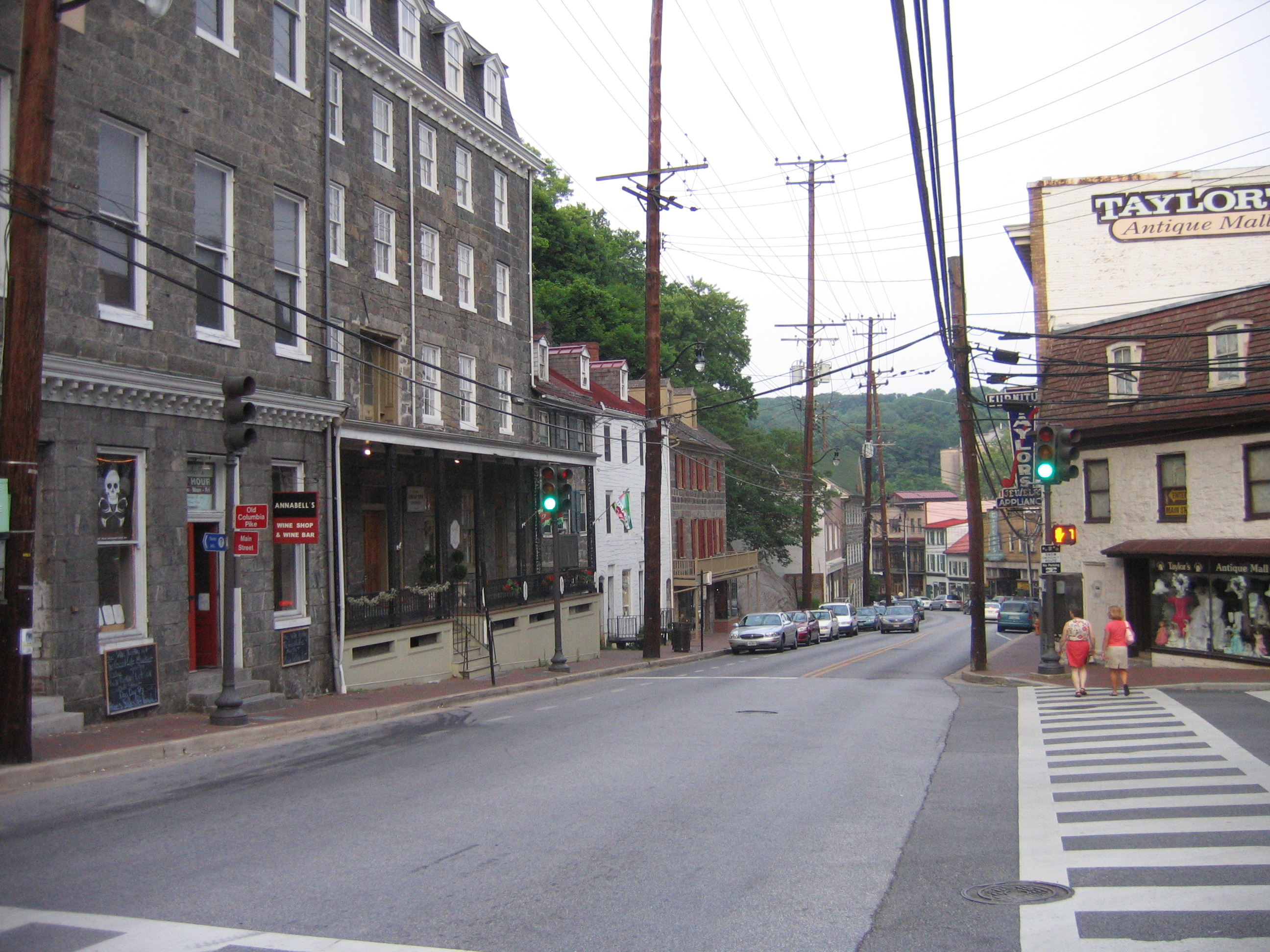
Main Street

Ellicott City är ett kommunfritt område i Howard County i den amerikanska delstaten Maryland med en yta av 83,1 km² och en folkmängd, som uppgår till 56 397 invånare (2000). Orten grundades år 1772. Ellicott City är administrativ huvudort i Howard County.